# Nordvik (Hordaland)
Nordvik este o localitate din comuna  , provincia Hordaland, Norvegia.